# Dobbelte løberoffer
Det dobbelte løberoffer kendes især fra et skak-parti mellem Emanuel Lasker og Johann Bauer, der blev spillet i Amsterdam i 1889: Partiet blev et af alle tiders mest kendte, fordi Lasker ofrede begge sine løbere for at fjerne de bønder, som beskyttede modstanderens konge og senere vinde materiale og partiet. 
Mønsteret fra ofrene i dette parti er set gentaget flere gange i et antal senere partier, herunder partiet Nimzovitch-Tarrasch (Sankt Petersborg 1914), Miles-Browne (Luzern 1982) og Polgár-Karpov (Hoogeveen 2003).
Det oprindelige spil, hvori offeret forekom, stammer helt fra begyndelsen af Laskers karriere. Det fandt sted i første runde af Amsterdam-turneringen 1889, som var den første lukkede turnering på højt niveau, som Lasker deltog i. Lasker sluttede på turneringens andenplads med 6 point ud af 8 mulige, ét point efter vinderen Amos Burn og foran bl.a. James Mason og Isidor Gunsberg. Bauer blev nr. 6 blandt de ni deltagere ved at score 3,5 point.

## Spillet
Spillet gengives her i algebraisk notation:
1.f4 d5 2.e3 Sf6 3.b3 e6 4.Lb2 Le7 5.Ld3 b6 6.Sc3 Lb7 7.Sf3 Sbd7 8.O-O O-O 9.Se2 c5 10.Sg3 Dc7 11.Se5 Sxe5 12.Lxe5 Dc6 13.De2 a6 14.Sh5 Sxh5 (se diagram)
Nu imødegås det simple tilbageslag 15.Dxh5, der truer med 16.Dxh7#, af trækket 15...f5, hvorefter det ikke er let for hvid at hævde nogen fordel. Lasker finder i stedet sit berømte dobbelte offer, der til slut tvangsmæssigt vinder materiale og også partiet.
15.Lxh7+! Kxh7 16.Dxh5+ Kg8 17.Lxg7! Kxg7
At afslå at modtage den næste tilbudte løber redder ikke sort: 17...f5 taber til 18.Le5 Tf6 19.Tf3 fulgt af Tg3, og 17...f6 taber til 18.Lh6.
18.Dg4+ Kh7 19.Tf3
Sort må nu give sin dronning for at undgå at blive sat mat.
19...e5 20.Th3+ Dh6 21.Txh6+ Kxh6 22.Dd7
Var det ikke for dette træk, som indebærer et dobbeltangreb (en gaffel) på sorts to løbere, ville sort have tilstrækkelig kompensation for dronningen, men nu har Lasker en afgørende materiel fordel, som han omsætter til gevinst.
22...Lf6 23.Dxb7 Kg7 24.Tf1 Tab8 25.Dd7 Tfd8 26.Dg4+ Kf8 27.fxe5 Lg7 28.e6 Tb7 29.Dg6 f6 30.Txf6+ Lxf6 31.Dxf6+ Ke8 32.Dh8+ Ke7 33.Dg7+ Sort opgiver.

## Ekstern henvisning
- Spillet på chessgames.com Arkiveret 2. december 2005 hos  Wayback Machine (kræver java)